# Llangefni Town Football Club
El Llangefni Town Football Club (en galés: Clwb Pêl-droed Tref Llangefni) es un club de fútbol de Gales, con sede en Llangefni. Fue fundado en 1897 y compite en la Ardal NW League, tercera categoría del fútbol galés.

## Historia
Llangefni Ciudad fue fundada en 1897 como una de las fundadoras de la Liga de Anglesey, pero había una capilla de la base del equipo ya en 1892. A principios de su historia el club ganó el título de liga en seis ocasiones, dos veces la Copa Dargie Megan y la Copa de una vez. En la temporada 1988/89 se ganó el ascenso a la Liga Gwynedd, y ganó el campeonato de liga de agudos, y Eryri Gwynedd Copa Shield, una proeza que repitió la temporada siguiente. En 1990/91 el club aceptó la promoción de la Volvo Tyn Lon galés Alianza Liga. En su primera temporada en esta liga que ganó el campeonato de Liga, la Copa y la Alves Copa Barritt (que terminó en Llangefni quedarse permanentemente después de que ganó el club para los próximos dos temporadas). El club también ganó la Copa Cookson en 1993/94 y el galés Alianza Campeonato de la Liga cuatro veces entre 1990/91 y 1998/99. El club también fue la única basada en Anglesey club para tener éxito en la Asociación de Fútbol de Gales en la Copa Intermedio 1991/92. Llangefni Ciudad no tuvieron éxito durante los años 1994-1997 y en el comienzo de la temporada 1997/98 Bryan Owen se convirtió en el nuevo mánager. En 1999/2000 el club se trasladó a su actual Talwrn Road terreno para apoyar su solicitud de adhesión a la Alianza País de Gales, que fue un éxito. Después de terminar la temporada en dos ocasiones como finalistas de la Redacción (a Caernarfon Town FC y luego a Welshpool Town FC), Llangefni Ciudad fueron los campeones de 2007 y ganó el ascenso a la Premiership galés.